# Playa de Huelgues
La playa de Huelgues, se sitúa en la parroquia de Perlora, cerca de la Ciudad Residencial Perlora, en el concejo de Carreño, Asturias, España.

## Descripción
La playa de Huelgues es una de las tres playas de la parroquia de Perlora, junto a las de Carranques y La Isla.
Es una playa en forma de concha que se caracteriza por poseer un ecosistema muy rico y variado. La presencia de afloramientos rocosos permite que se encuentre en ellos especies tales como lapas, erizos de mar o pulpos, e incluso otras menos conocidas como anémonas de mar. Es por esta variedad de especies por lo que se le considera un ecosistema intermareal.
Esta playa es frecuentada por pescadores, tanto de caña como de "pedreo". Es visitada en época estival por bañistas por sus diversos servicios, ya que dispone de restaurantes, cafeterías, lavabos, área recreativa, duchas, servicio de limpieza, así como una amplios aparcamientos.